# Ричардс, Оуайн
Оуайн Ричардс (англ. Owain Westmacott Richards; 31 декабря 1901 — 10 ноября 1984) — британский энтомолог и эколог валлийского происхождения, член Лондонского королевского общества (1959), профессор Имперского колледжа Лондона. Президент Королевского энтомологического общества Лондона и президент Британского экологического общества. Редактор экологического журнала «Journal of Animal Ecology».

## Биография
Родился 31 декабря 1901 года Кройдоне, второй сын городского врача Гарольда Мередита и Мэри Сесилии, урождённой Тодд. Мать Ричарда была благочестивой англичанкой, а отец — валлийским баптистом, но в детстве он не посещал церковь, а в дальнейшей жизни был агностиком. Его мать интересовалась ботаникой и естественной историей. Он учился в школе Сент-Кросс, Суррей, а затем в качестве пансионера в Херефордской кафедральной школе (Херефорд) и Брасенос-колледже в Оксфорде, изучая математику, а затем переключился на зоологию. Он был старшим стипендиатом Халма и стипендиатом Кристофера Уэлча. Он начал интересоваться британскими насекомыми, собирая их вместе с Х. А. Хаммом. Его знания в области энтомологии ценили такие преподаватели, как Чарльз Элтон. В 1927 году он работал научным ассистентом в Имперском колледже Лондона на кафедре энтомологии. В 1931 году он женился на энтомологе Мод Дж. Норрис (Maud J. Norris, 1907—1970), специалисту по физиологии и феромонам насекомых. В 1937 году начал читать лекции. В 1953 году он возглавил кафедру зоологии в Имперском колледже, а также стал директором полевой станции колледжа в Силвуд-парке.
В 1959 году он был избран членом Лондонского королевского общества. Вместе со своим младшим братом Полом В. Ричардсом он совершал коллекционные поездки в Гайану. В 1967 году он вышел на пенсию. Он также путешествовал в Бразилию и Африку, собирал коллекции и изучал коллекции в США и Австралии. В 1978 году он опубликовал книгу «Социальные осы Северной и Южной Америки» (The Social Wasps of the Americas). Он также внёс вклад в область количественных бюджетов жизни и оценки численности населения.
В течение 20 лет он работал в Консультативном комитете Центра по изучению борьбы с саранчой (Anti-Locust Research Centre), а также был управляющим Научно-исследовательского института тепличных культур (Glasshouse Crops Research Institute) и членом некоторых комитетов или рабочих групп Королевского общества и Общества охраны природы (Nature Conservancy).
Автор более 180 научных публикаций. Среди основных направлений его деятельности были изменения, внесенные вместе с Ричардом Гаретом Дэвисом в «Учебник энтомологии» Огастуса Дэниела Имса, фундаментальный обзор, который считали «Библией энтомолога». Его коллекция насекомых, включавшая 69000 перепончатокрылых (Hymenoptera) и 14000 двукрылых (Diptera), была передана в дар Британскому музею.
Умер 10 ноября 1984 года.

## Признание
Ричардс получил множество почестей — он был избран в Лондонское королевское общество (1959), Королевское энтомологическое общество Лондона (член с 1924, его Президент в 1957—1958 годах, Почётный член с 1961), Британское экологическое общество (Президент в 1944—1945, Почётный член с 1970) и другие. На международном уровне он пользовался большим уважением в энтомологических кругах, являясь почетным членом Энтомологического общества Египта (Societe Entomologique d ’Egypte), Нидерландского энтомологического общества (Nederlandsche Entomologische Vereeniging) и Итальянской национальной энтомологической академии (Accademia Nazionale Italiana di Entomologia). Он председательствовал на Международном энтомологическом конгрессе, проходившем в Лондоне в 1964 году.
Ричардс описал несколько десятков новых для науки видов насекомых (Belonogaster somereni и другие). В честь Ричардса был назван род ос Richardsidryinus Moczar, 1965 (оса из семейства Dryinidae).

## Труды
Автор более 180 научных публикаций, в том числе нескольких крупных:
- 1934. The American species of the genus Trypoxylon (Hymenopt., Sphecoidea). Trans. R. ent. Soc. Lond. 82, 173—362.
- 1936. (With G. C. Robson) The variation of animals in nature. London: Longmans Green. 423 pages.
- 1939. The British Bethylidae (S.l.) (Hymenoptera). Trans. R. ent. Soc. Lond. 89, 185—344.
- 1945. A revision of the genus Mischocyttarus de Saussure (Hymen., Vespidae). Trans. R. ent. Soc. Lond. 95, 295—462.
- 1947. Observations on grain-weevils, Calandra (Col., Curculionidae). I. General biology and oviposition. Proc. zool. Soc. Lond. 117, 1—43.
- 1951. (With M. J. Richards) Observations on the social wasps of South America. Trans. R.ent. Soc. Lond. 102, 1—170.
- 1953. The social insects. London: Macdonald & Co. 219 pages.
- 1954. (With N. Waloff) Studies on the biology and population dynamics of British grasshoppers. Anti-Locust Bull. 17. (182 pages.)
- 1956. Hymenoptera. Introduction and keys to families. Hndbk. Ident. Br. Insects 6 (1). (Trans. R. ent. Soc. Lond., 94 pages.)
- 1957. A general textbook of entomology by A. D. Imms. (Revised by O. W. Richards & R. G. Davies.) London: Methuen & Co. Ltd
- 1959. Outlines of entomology by A. D. Imms. (Revised by O. W. Richards & R. G. Davies.) London: Methuen & Co. Ltd. 224 pages.
- 1962. A revisional study of the Masarid wasps (Hymenoptera, Vespoidea). London: British Museum (Natural History), 294 pages.
- 1968. The subgeneric division of the genus Bombus Latreille (Hymenoptera: Apidae). Bull. Br. Mus. nat. Hist. (Ent.) 22, 209—276.
- 1970. Colony-founding in the ant Oecophylla longinoda (Latr.) (Hym., Formicidae). Entomologist’s mon. Mag. 105, 203.
- 1977. Hymenoptera: introduction and key to families. Handbk Ident. Br. Insects 6 (1). 100 pages.
- 1977. (With R. G. Davies) Imms general textbook of entomology (10th (revised) edn), 2 vols. London: Chapman & Hall. 1300 pages[7].
- 1978. The Australian social wasps (Hymenoptera: Vespidae). Aust. J. Zool. (Suppl.) no. 61, 1—132.
- 1978. ‘Aculeata’. In A check list of British insects (2nd (revised) edn), part 4. Hymenoptera. Handbk Ident. Br. Insects 11 (4), 1—159.
- 1980. Scolioidea, Vespoidea and Sphecoidea. Handbk Ident. Br. Insects 6 (3b). 118 pages
- 1982. A revision of the genus Belonogaster de Saussure (Hymenoptera, Vespidae). Bull. Br. Mus. nat. Hist. (Ent.) 44 (2), 31—114.
- 1983. Tratado de entomologia Imms (2 vols). Barcelona: Ediciones Omega. 438 + 998 pages. (Spanish translation by J. I. Arus of Richards & Davies, 1977)